# Feylinia polylepis
Feylinia polylepis es una especie de escincomorfos de la familia Scincidae.

## Distribución geográfica
Es endémica de la isla de Príncipe.